# Landarbeiterkammer
Die Landarbeiterkammern (LAK) sind in Österreich die Interessenvertretung der unselbständig Erwerbstätigen in der Land- und Forstwirtschaft. Als gesetzliche Interessenvertretung sind sie Teil der österreichischen Sozialpartnerschaft.

## Struktur der LAK
| LAK-Organisation                       | Sitz              | Kammerräte | Präsidium | Vorstand | Vollversammlung |
| -------------------------------------- | ----------------- | ---------- | --------- | -------- | --------------- |
| Dachorganisation                       |                   |            |           |          |                 |
| Österreichischer Landarbeiterkammertag | Wien              | -          | 4         | 15       | 40              |
| Landesorganisationen                   |                   |            |           |          |                 |
| Landarbeiterkammer Kärnten             | Klagenfurt        | 21         | 3         | -        | 21              |
| Landarbeiterkammer Niederösterreich    | Wien & St. Pölten | 40         | 3         | -        | 40              |
| Landarbeiterkammer Oberösterreich      | Linz              | 34         | 3         | -        | 34              |
| Landarbeiterkammer Salzburg            | Salzburg          | 16         | -         | 6        | 16              |
| Landarbeiterkammer Steiermark          | Graz              | 21         | 3         | 5        | 21              |
| Landarbeiterkammer Tirol               | Innsbruck         | 14         | 2         | 5        | 14              |
| Landarbeiterkammer Vorarlberg          | Bregenz           | 5          | -         | -        | 5               |

Anmerkung: Im Burgenland und in Wien hat der Landesgesetzgeber keine Landarbeiterkammern errichtet.

## Landarbeiterkammern der Bundesländer
Die einzelnen LAKs der Bundesländer sind Körperschaften öffentlichen Rechts. Die gesetzlichen Grundlagen sind die jeweiligen Landesgesetze. Landarbeiterkammern bestehen in allen Bundesländern mit Ausnahme von Wien und dem Burgenland.
Neben der gesetzlichen Interessenvertretung tragen sie zur Weiterbildung der Mitglieder bei.
Die Vollversammlungen der einzelnen Kammern werden gewählt und haben eine Funktionsperiode von sechs Jahren. Fraktionen in allen Landeskammern sind die FCG und die FSG. Daneben sind noch andere Fraktionen, wie Namenslisten vertreten. Im Gegensatz zu den Arbeiterkammerwahlen, die in den Betrieben stattfinden, werden die Wahlen auf den Gemeindeämtern durchgeführt. Neben den Erwerbstätigen sind in einigen Bundesländern auch die pensionierten Landarbeiter wahlberechtigt.

## Österreichischer Landarbeiterkammertag
Bundesweit sind die LAKs im Österreichischen Landarbeiterkammertag (ÖLAKT) mit Sitz in Wien zusammengeschlossen. Die Organe dieser Dachorganisation sind die Vollversammlung, der Vorstand und das Präsidium. Mitglieder sind die sieben Landarbeiterkammern der Bundesländer.